# Scartella springeri
Scartella springeri är en fiskart som först beskrevs av Bauchot, 1967.  Scartella springeri ingår i släktet Scartella och familjen Blenniidae. Inga underarter finns listade i Catalogue of Life.